# Roodbruine goudhaan
De roodbruine goudhaan (Chrysolina staphylaea) is een keversoort uit de familie bladkevers (Chrysomelidae). De wetenschappelijke naam van de soort werd als Chrysomela staphylaea in 1758 gepubliceerd door Carl Linnaeus.